# Nati nel 1940/Luglio
| Questa pagina contiene informazioni ricavate automaticamente dalle voci biografiche con l'ausilio del template Bio e di un bot. L'aggiornamento è periodico e automatico e ricostruisce completamente la pagina. Se manca una persona in questa lista, sei pregato di non aggiungerla, ma accertati piuttosto che la sua voce biografica contenga il template Bio e che i dati anagrafici siano correttamente compilati. Se il template Bio manca, inseriscilo tu stesso o, in alternativa, metti l'avviso {{tmp\|Bio}} che ne segnala la mancanza. Se i dati riportati sono sbagliati, correggi direttamente la voce biografica; le modifiche saranno visibili in questa lista entro pochi giorni. Per chiarimenti vedi il progetto biografie. La lista contiene solo le 213 persone che sono citate nell'enciclopedia e per le quali è stato implementato correttamente il template Bio. Pagina aggiornata al 10 ago 2025. |

- 1º luglio - Craig Brown, calciatore e allenatore di calcio scozzese († 2023)
- 1º luglio - Claudio Caramaschi, attore, scrittore e regista italiano
- 1º luglio - Fariborz Esmaeili, calciatore iraniano († 2020)
- 1º luglio - George Heslop, calciatore inglese († 2006)
- 1º luglio - Nicodemo Petteruti, politico italiano
- 1º luglio - Giulio Pizzirani, attore e regista teatrale italiano
- 1º luglio - Maurizio Vallone, giornalista italiano
- 2 luglio - Christopher Awdry, scrittore britannico
- 2 luglio - Eduardo Carrasco, musicista, poeta e scrittore cileno
- 2 luglio - Italo Casali, tiratore a segno sammarinese († 2019)
- 2 luglio - Kenneth Clarke, politico britannico
- 2 luglio - Dale Clevenger, cornista, direttore d'orchestra e insegnante statunitense († 2022)
- 2 luglio - Francisco Gil Hellín, arcivescovo cattolico spagnolo
- 2 luglio - Pedro María Iguaran Arandia, calciatore spagnolo († 2015)
- 2 luglio - Georgi Ivanov, ufficiale e cosmonauta bulgaro
- 2 luglio - Susanna Mildonian, arpista belga († 2022)
- 2 luglio - Francesco Samà, politico italiano († 2022)
- 3 luglio - Mihai Adam, calciatore rumeno († 2015)
- 3 luglio - Lamar Alexander, politico statunitense
- 3 luglio - Fontella Bass, cantante statunitense († 2012)
- 3 luglio - Jerry Blavat, disc jockey statunitense († 2023)
- 3 luglio - Mario Buonoconto, pittore e scenografo italiano († 2003)
- 3 luglio - Jerzy Buzek, politico e ingegnere chimico polacco
- 3 luglio - Michael Cole, attore statunitense († 2024)
- 3 luglio - Giuseppe Cucchi, generale italiano
- 3 luglio - Ennio Doris, dirigente d'azienda, imprenditore e banchiere italiano († 2021)
- 3 luglio - Ian Falloon, psichiatra neozelandese († 2006)
- 3 luglio - Lance Larson, nuotatore statunitense († 2024)
- 3 luglio - Vieri Razzini, critico cinematografico, giornalista e scrittore italiano († 2022)
- 3 luglio - Richard Ryder, psicologo britannico
- 3 luglio - Mario Zanin, ex ciclista su strada italiano
- 4 luglio - Bob Carmichael, tennista e allenatore di tennis australiano († 2003)
- 4 luglio - Deidre Catt, ex tennista britannica
- 4 luglio - Filip David, scrittore serbo († 2025)
- 4 luglio - Karolyn Grimes, attrice statunitense
- 4 luglio - Jürgen Heinsch, calciatore e allenatore di calcio tedesco orientale († 2022)
- 4 luglio - Antonio Matarrese, imprenditore, dirigente sportivo e politico italiano
- 4 luglio - Julio Numhauser, musicista cileno
- 4 luglio - Rupert von Plottnitz, avvocato e politico tedesco
- 4 luglio - Valentyn Symonenko, politico ucraino
- 5 luglio - Arthur Blythe, compositore e sassofonista statunitense († 2017)
- 5 luglio - Herbie Brennan, scrittore e autore di giochi britannico († 2024)
- 5 luglio - Chuck Close, pittore e fotografo statunitense († 2021)
- 5 luglio - Eddie Miles, ex cestista e allenatore di pallacanestro statunitense
- 5 luglio - Karen Shepherd, politica statunitense
- 5 luglio - Tunku Puan Zanariah, sovrana malese († 2019)
- 5 luglio - Francesco Tonucci, pedagogista e scrittore italiano
- 5 luglio - Nicholas Wright, drammaturgo e sceneggiatore britannico
- 6 luglio - Rex Cawley, ostacolista statunitense († 2022)
- 6 luglio - Takeshi Fuji, ex pugile giapponese
- 6 luglio - Kan Guixiang, artista marziale cinese
- 6 luglio - Viktor Kuz'kin, hockeista su ghiaccio sovietico († 2008)
- 6 luglio - Gianfranca Montedoro, cantante e musicista italiana
- 6 luglio - Nursultan Nazarbaev, politico kazako
- 6 luglio - Jeannie Seely, cantautrice, produttrice discografica e attrice teatrale statunitense († 2025)
- 6 luglio - Tove Skutnabb-Kangas, linguista, educatrice e esperantista finlandese († 2023)
- 7 luglio - Dick Armey, politico statunitense
- 7 luglio - Dora Baret, attrice argentina
- 7 luglio - Paolo Bonaiuti, politico e giornalista italiano († 2019)
- 7 luglio - Tommie Bowens, ex cestista statunitense
- 7 luglio - Eleanor Clift, giornalista e scrittrice statunitense
- 7 luglio - Alan King, sassofonista, flautista e attore britannico († 2017)
- 7 luglio - Lee Keun-hak, ex calciatore nordcoreano
- 7 luglio - Jetsun Pema, tibetana
- 7 luglio - Ringo Starr, cantautore, batterista e polistrumentista britannico
- 7 luglio - Irène Sweyd, ex nuotatrice belga
- 7 luglio - Rosel Zech, attrice tedesca († 2011)
- 8 luglio - Gerald L. Baliles, politico statunitense († 2019)
- 8 luglio - André Daina, ex calciatore e arbitro di calcio svizzero
- 8 luglio - Masaaki Kaneko, ex lottatore giapponese
- 8 luglio - Stefano Losurdo, politico e avvocato italiano († 2013)
- 8 luglio - Ernesto Marcolini, ex calciatore italiano
- 8 luglio - Marcia Rodd, attrice statunitense
- 9 luglio - Jair da Costa, calciatore brasiliano († 2025)
- 9 luglio - Alex Rebar, attore, sceneggiatore e produttore cinematografico statunitense († 2021)
- 9 luglio - Graham Stanton, biblista neozelandese († 2009)
- 10 luglio - Raffaele Calabro, vescovo cattolico italiano († 2017)
- 10 luglio - Helen Donath, soprano statunitense
- 10 luglio - Jimmie Durham, attivista e artista statunitense († 2021)
- 10 luglio - Evaristo Principe, scrittore e saggista italiano († 2024)
- 10 luglio - Tommy Troelsen, calciatore e conduttore televisivo danese († 2021)
- 10 luglio - András Törő, ex canoista ungherese
- 11 luglio - Gianni Bazzanella, politico italiano
- 11 luglio - John Best, calciatore, allenatore di calcio e dirigente sportivo inglese († 2014)
- 11 luglio - Vinko Cuzzi, calciatore jugoslavo († 2011)
- 11 luglio - Jurij Moiseev, hockeista su ghiaccio sovietico († 2005)
- 11 luglio - Roberto Paggini, avvocato e politico italiano
- 11 luglio - Giuseppe Pessina, hockeista su pista italiano († 2025)
- 11 luglio - Gunnar Prokop, allenatore di pallamano austriaco
- 11 luglio - Jacques Revaux, compositore e cantante francese
- 12 luglio - Anja Breien, regista e sceneggiatrice norvegese
- 12 luglio - John Brown, ex tennista australiano
- 12 luglio - Guillermo José Garlatti, arcivescovo cattolico argentino
- 12 luglio - Patricia Huntingford, nuotatrice australiana
- 12 luglio - Thomas A. Szlezák, filologo classico e grecista tedesco († 2023)
- 13 luglio - Pedro Amat, ex hockeista su prato spagnolo
- 13 luglio - René Cédolin, allenatore di calcio e ex calciatore francese
- 13 luglio - Danilo Desideri, direttore della fotografia italiano
- 13 luglio - Mike Ploog, fumettista, illustratore e disegnatore statunitense
- 13 luglio - Patrick Stewart, attore e doppiatore britannico
- 13 luglio - Roberto Zamarin, fumettista e disegnatore italiano († 1972)
- 14 luglio - Wolfgang Bartels, sciatore alpino e allenatore di sci alpino tedesco († 2007)
- 14 luglio - Lucillo Lievore, ex ciclista su strada italiano
- 14 luglio - Renato Pozzetto, attore, comico e cabarettista italiano
- 14 luglio - Félix Ruiz, calciatore spagnolo († 1993)
- 15 luglio - Víctor Boulanger, ex calciatore peruviano
- 15 luglio - Raffaello Morelli, politico italiano
- 16 luglio - Rinaldo Camaioni, triplista e dirigente d'azienda italiano († 2019)
- 16 luglio - Antonio Ghelfi, calciatore italiano († 2016)
- 16 luglio - Arthur Moreira-Lima, pianista brasiliano († 2024)
- 16 luglio - Lucy Shapiro, biologa statunitense
- 17 luglio - Faysal al-Husayni, politico palestinese († 2001)
- 17 luglio - Joe Baker, calciatore e allenatore di calcio inglese († 2003)
- 17 luglio - Giuliano Berretta, dirigente d'azienda italiano († 2025)
- 17 luglio - Tim Brooke-Taylor, comico, attore e sceneggiatore inglese († 2020)
- 17 luglio - Guido Calvi, avvocato e politico italiano
- 17 luglio - Vittorio Catani, scrittore italiano († 2020)
- 17 luglio - Anna Maria D'Ascenzo, funzionaria italiana
- 17 luglio - Marie-Thérèse Humbert, giornalista e scrittrice mauriziana
- 17 luglio - Marina Karella, pittrice e scenografa greca
- 18 luglio - James Brolin, attore statunitense
- 18 luglio - Aldo Cappelli, scrittore, commediografo e romanziere italiano († 2002)
- 18 luglio - Giorgio Costantini, ex calciatore italiano
- 18 luglio - Luigi Giuliani, attore italiano († 2018)
- 18 luglio - Peter Mutharika, politico malawiano
- 18 luglio - Leila Selli, cantante italiana († 2012)
- 18 luglio - Brigitte Skay, attrice tedesca († 2012)
- 18 luglio - Joe Torre, ex giocatore di baseball e allenatore di baseball statunitense
- 19 luglio - Dennis Cole, attore statunitense († 2009)
- 19 luglio - Hanako, principessa Hitachi, principessa giapponese
- 19 luglio - Daniel J. Harrington, presbitero, biblista e teologo statunitense († 2014)
- 19 luglio - Ilija Mitić, calciatore jugoslavo († 2023)
- 19 luglio - Viktor Nosov, allenatore di calcio e calciatore sovietico († 2008)
- 19 luglio - Anzor Q'avazashvili, allenatore di calcio e ex calciatore sovietico
- 19 luglio - Carmo de Souza, cestista brasiliano († 2008)
- 19 luglio - Charley Scalies, attore statunitense († 2025)
- 20 luglio - Tony Allen, batterista nigeriano († 2020)
- 20 luglio - Giacomo DiNorscio, mafioso statunitense († 2004)
- 20 luglio - Jorge Escalante, nuotatore messicano († 2007)
- 20 luglio - Vladimir Godžiev, schermidore sovietico († 1981)
- 21 luglio - Garry Bauman, hockeista su ghiaccio canadese († 2006)
- 21 luglio - Jim Clyburn, politico statunitense
- 21 luglio - Penny Fuller, attrice statunitense
- 21 luglio - Marco Maciel, politico brasiliano († 2021)
- 21 luglio - Martin Richards, informatico britannico
- 22 luglio - Sisto Enrico di Borbone-Parma, nobile spagnolo
- 22 luglio - Emery Kabongo Kanundowi, arcivescovo cattolico della Repubblica Democratica del Congo
- 22 luglio - Gianfranco Palmery, poeta, saggista e traduttore italiano († 2013)
- 22 luglio - Paolo Pietroni, giornalista, drammaturgo e scrittore italiano
- 22 luglio - Bobby Rascoe, cestista statunitense († 2024)
- 22 luglio - Maria Tore Barbina, poetessa italiana († 2007)
- 22 luglio - Alex Trebek, conduttore televisivo canadese († 2020)
- 22 luglio - Vera Tschechowa, attrice e produttrice cinematografica tedesca († 2024)
- 22 luglio - Bake Turner, giocatore di football americano statunitense
- 23 luglio - Marijan Brnčić, ex calciatore e allenatore di calcio jugoslavo
- 23 luglio - Danielle Collobert, scrittrice francese († 1978)
- 23 luglio - Daniel Goldin, ingegnere statunitense
- 23 luglio - John Nichols, scrittore statunitense († 2023)
- 23 luglio - Tommaso Padoa-Schioppa, economista e banchiere italiano († 2010)
- 23 luglio - Román Quinos, ex schermidore argentino
- 24 luglio - Carroll Ashmore Campbell Jr., politico statunitense († 2005)
- 24 luglio - Adriano Durante, ciclista su strada italiano († 2009)
- 24 luglio - Stanley Hauerwas, teologo statunitense
- 24 luglio - Dan Hedaya, attore statunitense
- 24 luglio - Carlo Lapucci, scrittore italiano
- 25 luglio - Giorgio Montorio, fumettista italiano
- 25 luglio - Bud Olsen, cestista e allenatore di pallacanestro statunitense († 2018)
- 25 luglio - John Pennel, astista statunitense († 1993)
- 25 luglio - Peter Pokorny, ex tennista austriaco
- 25 luglio - Benjamin David de Jesus, vescovo cattolico filippino († 1997)
- 26 luglio - Aurelio González, ex ciclista su strada spagnolo
- 26 luglio - Dobie Gray, cantante e cantautore statunitense († 2011)
- 26 luglio - Brigitte Hamann, scrittrice, storica e biografa tedesca († 2016)
- 26 luglio - Mary Jo Kopechne, statunitense († 1969)
- 26 luglio - Jürgen Kurbjuhn, calciatore tedesco († 2014)
- 26 luglio - Giuseppe Mancia, medico italiano
- 26 luglio - Jean-Luc Nancy, filosofo francese († 2021)
- 26 luglio - Zvonko Petričević, cestista jugoslavo († 2009)
- 26 luglio - Bobby Rousseau, ex hockeista su ghiaccio canadese
- 26 luglio - Gerhard Schreiber, storico e militare tedesco († 2017)
- 26 luglio - Giancarlo Vecerrica, vescovo cattolico italiano
- 27 luglio - Eliseo Álvarez, calciatore uruguaiano († 1999)
- 27 luglio - Pina Bausch, coreografa, ballerina e insegnante tedesca († 2009)
- 27 luglio - Èduard Guščin, pesista sovietico († 2011)
- 27 luglio - Peter James, attore e regista teatrale britannico († 2025)
- 27 luglio - Gary Kurtz, produttore cinematografico statunitense († 2018)
- 27 luglio - Ignazio Manunza, politico italiano († 2006)
- 27 luglio - Bharati Mukherjee, scrittrice statunitense († 2017)
- 27 luglio - Bob Woollard, ex cestista statunitense
- 27 luglio - Vladimir Georgievič Šamšurin, regista sovietico († 1996)
- 28 luglio - Giampaolo Ambrosi, ex slittinista italiano
- 28 luglio - Héctor Cincunegui, calciatore uruguaiano († 2016)
- 28 luglio - Eduardo Endériz, calciatore uruguaiano († 1999)
- 28 luglio - John Finnis, filosofo e giurista australiano
- 28 luglio - Phil Proctor, attore e doppiatore statunitense
- 29 luglio - Richard Blick, ex nuotatore statunitense
- 29 luglio - Claudio Fabi, tastierista, compositore e produttore discografico italiano
- 29 luglio - Bernard Lafayette, attivista statunitense
- 29 luglio - Vincenzo Mattina, sindacalista e politico italiano
- 29 luglio - Angelo Ruggiero, mafioso statunitense († 1989)
- 29 luglio - Gerrit Wormgoor, ex pallanuotista olandese
- 30 luglio - Nevio Carbi, ex pugile e allenatore di pugilato italiano
- 30 luglio - Zora Haluzická, ex cestista cecoslovacca
- 30 luglio - Big Jack Johnson, musicista statunitense († 2011)
- 30 luglio - Aleksej Nikančikov, schermidore sovietico († 1972)
- 30 luglio - Vladimír Pištělák, ex cestista cecoslovacco
- 30 luglio - Muhammad Sa'id al-Sahhaf, politico e diplomatico iracheno
- 30 luglio - Patricia Schroeder, politica e avvocata statunitense († 2023)
- 30 luglio - Clive Sinclair, imprenditore e inventore inglese († 2021)
- 31 luglio - Fleur Jaeggy, scrittrice, traduttrice e paroliera svizzera
- 31 luglio - Stanley R. Jaffe, produttore cinematografico statunitense († 2025)
- 31 luglio - Bruno Mahlknecht, storico italiano
- 31 luglio - Pietro Pizzo, politico italiano